# L'home de la màscara de ferro (pel·lícula de 1998)
L'home de la màscara de ferro (títol original The Man in the Iron Mask) és una pel·lícula del 1998 escrita i dirigida per Randall Wallace i interpretada per Leonardo DiCaprio, Jeremy Irons, John Malkovich, Gabriel Byrne, Gérard Depardieu i Anne Parillaud. Ha estat doblada al català

## Argument
París, 1662. L'Athos, en Porthos i l'Aramis estan ja jubilats. Només D'Artagnan encara està al servei dels mosqueters del rei Lluís XIV. Ara bé, és un rei fred i implacable, que es preocupa més de les frivolitats de la cort que de la misèria del seu poble. Per tal de seduir la Christine, la promesa d'en Raoul, el fill de l'Athos, el rei no dubta a enviar el jove a la guerra, on trobarà la mort. Els tres antics mosqueters decideixen aleshores venjar-se del monarca, per això duran a terme un pla que té l'Aramis.

## Repartiment
- Leonardo DiCaprio: Lluís XIV de França /Philippe
- Gabriel Byrne: D'Artagnan
- Jeremy Irons: Aramis
- John Malkovich: Athos
- Gérard Depardieu: Porthos
- Anne Parillaud: Reina Mare Anna
- Judith Godrèche: Christine Bellefort
- Peter Sarsgaard: Raoul, fill d'Athos
- Edward Atterton: Tinent Andre
- Hugh Laurie: Pierre
- David Lowe: François, assistent del rei

## Premis
- 1998: Premis Cinema Europeu: Nominat Actor Europeu (Depardieu)
- 1998: Gremi de Dissenyadors de Vestuari: Nominada a Millor Vestuari
- 1998: Premi Razzie: Pitjor parella en pantalla (DiCaprio & DiCaprio interpretant al seu bessó)

## Crítica
- "Una versió inusualment sòbria i seria del llibre clàssic de Dumas"[3]

- "Amb una reescriptura i un millor enfocament, podria haver estat una pel·lícula del calibre de 'Braveheart', en lloc de ser un simple film de espadatxins d'època"[4]